# Pittsville (Wisconsin)
Pour les articles homonymes, voir Pittsville.
Pittsville est une ville américaine située dans le comté de Wood, au Wisconsin. Selon le recensement de 2010, sa population est de 874 habitants.